# 旋尾亞目
旋尾亞目（學名：Spirurina），原為旋尾亞綱，現時被降為小桿目之下的一個線蟲的分類單元，皆為海洋生物。

## 分類
根據WoRMS，本亞目包括下列五個下目：
- 蛔形下目 Ascaridomorpha
- 旋尾下目 Spiruromopha：即原來在旋尾目的分類，例如：絲蟲科或蟠尾絲蟲科
- Gnathostomatomorpha
- 尖尾下目（英语：Oxyuridomorpha） Oxyuridomorpha
  - 尖尾總科 Oxyuroidea Cobbold, 1864
  - Thelastomatoidea Travassos, 1929
- 里崗下目（英语：Rhigonematomorpha） Rhigonematomorpha
- 其他地位未定分類單元：亦作 龍線蟲下目